# The New Yorker
The New Yorker je americký časopis, který zveřejňuje reportáže, komentáře, kritiky, eseje, fikci, satiru, karikatury a poezii. Jeho vydavatelem je společnost Condé Nast Publications, což je divize impéria Advance Publications.

## Historie
Magazín založil novinář Harold Ross spolu se svou manželkou Jane Grant a první číslo vyšlo 21. února 1925. V roce 1985 časopis získal filantrop Samuel Newhouse a stal se součástí jeho impéria Advance Publications. Časopis vydal díla řady autorů, mezi něž patří například John Hersey, Haruki Murakami, Dorothy Parkerová, Vladimir Nabokov, Stephen King a Roald Dahl. Od roku 1998 je šéfredaktorem časopisu David Remnick.